# Trèn Bắc Bộ
Trèn Bắc Bộ (danh pháp: Tarenna tonkinensis) là một loài thực vật có hoa trong họ Thiến thảo. Loài này được Pit. miêu tả khoa học đầu tiên năm 1923.